# Rouges-verts
Les Rouges-Verts (De rödgröna en suédois) est l'alliance formée par les trois grands partis de la gauche institutionnelle suédoise en vue des élections générales de 2010. Les rouges-verts ont ensuite formé l'opposition au Parlement, face à leurs adversaires historiques de la majorité de centre droit rassemblés au sein de l'autre grande coalition du pays, l'Alliance pour la Suède. L'accord passé entre les partis de gauche, qui présenteront leurs propres candidats au scrutin de septembre 2010, a pour objectif, en cas de victoire, la formation d'un gouvernement de coalition.
Après les élections, l'accord Rouges-Verts a été suspendu le 26 octobre 2010 et définitivement dissout le 26 novembre 2010.
À la suite des élections générales de 2014, le Parti social-démocrate a formé un gouvernement avec Les Verts.

## Partis membres
| Partis                     | Dirigeants                       | Idéologie         | Députés |
| -------------------------- | -------------------------------- | ----------------- | ------- |
| Parti social-démocrate (S) | Stefan Löfven                    | Social-démocratie | 100     |
| Parti de gauche (V)        | Jonas Sjöstedt                   | Écosocialisme     | 28      |
| Les Verts (MP)             | Gustav Fridolin & Isabella Lövin | Écologisme        | 16      |

## Histoire

### Tractations aux origines de l'alliance
Les Rouges-verts forment un regroupement calqué sur le modèle de l'Alliance pour la Suède, la coalition formée en 2006 par les quatre principaux partis du centre droit suédois qui avait alors grandement contribué à leur victoire lors des élections générales.
Les partis se sont rencontrés pour la première fois en juin 2008, à Bommersvik, mais les pourparlers ont capoté lorsque le Parti de gauche a relevé plusieurs points de divergence insurmontables dans le domaine des politiques économiques. Les Verts et les sociaux-démocrates ont continué seuls leur coopération, en présentant notamment un budget alternatif commun pour l'année 2009 le 7 octobre 2008. Six jours plus tard, la première secrétaire social-démocrate Mona Sahlin et les deux porte-paroles verts Maria Wetterstrand et Peter Eriksson ont annoncé qu'ils avaient pris la décision de collaborer au moins jusqu'en 2020, avec l'intention de former un gouvernement de coalition en cas de victoire à l'issue des élections générales de 2010. Mona Sahlin s'est alors retrouvée sur le coup de vives critiques en interne, lui reprochant d'avoir « fermé la porte au Parti de gauche », le chef de ce dernier, Lars Ohly, déclarant dans le même temps qu'il n'était pas disposé à soutenir un gouvernement sans conditions.
Deux jours plus tard, le 10 octobre, Mona Shalin a affirmé qu'elle n'avait jamais fermé la moindre porte et a renouvelé ses appels en direction du Parti de gauche. Le 20 octobre, des représentants des trois partis se rencontrent pour tenter de trouver des points d'accord en matière de politiques économiques. Les pourparlers ont été suspendus un peu plus d'un mois plus tard, le Parti de gauche refusant de faire des concessions sur une réforme de la fiscalité et rejetant l'idée d'une banque centrale indépendante.

### Lancement de la coalition rouges-verts

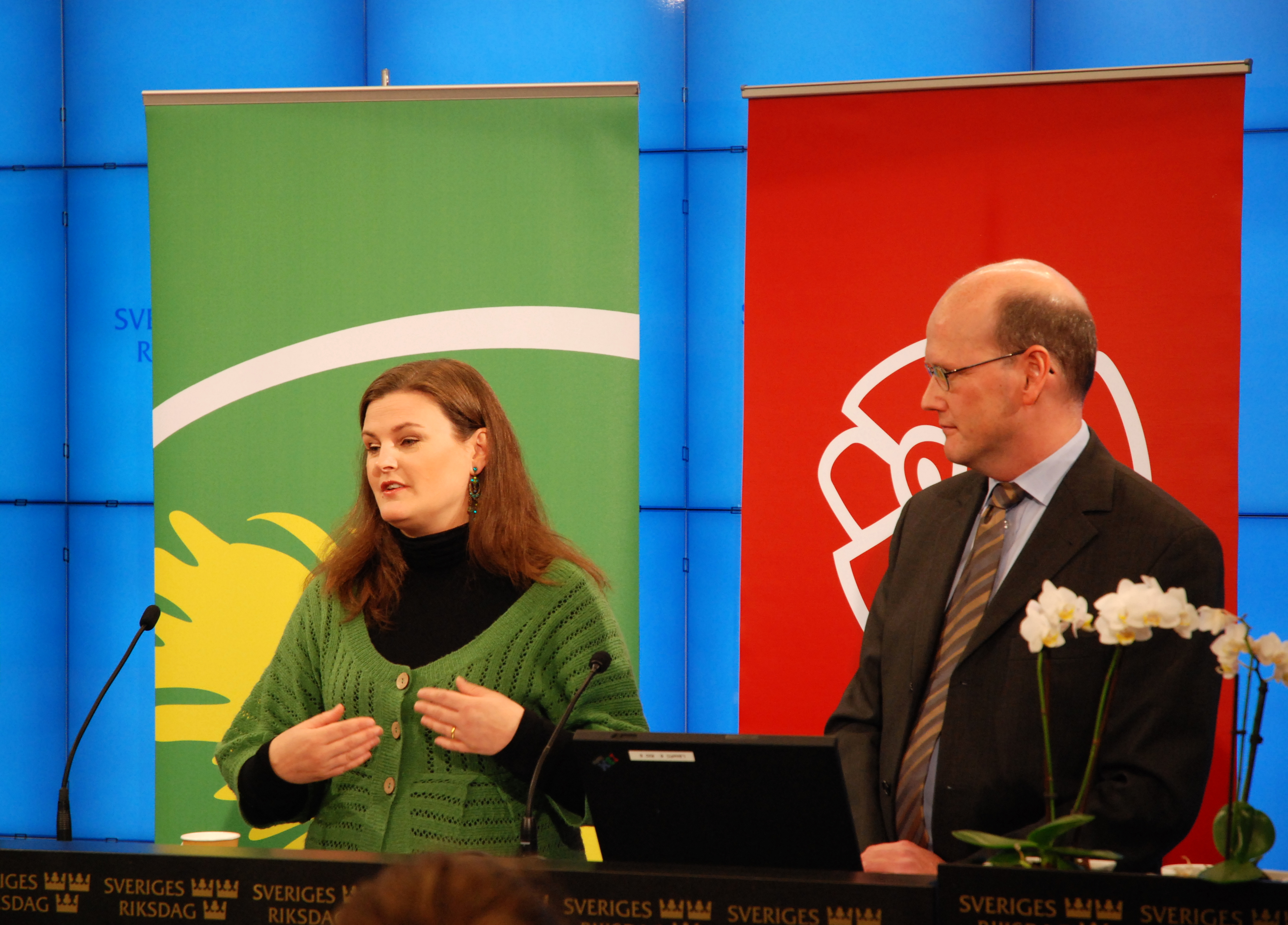
Mikaela Valtersson (verts) et Thomas Östros (sociaux-démocrates) présentant le cabinet fantôme de leurs partis, en octobre 2008. Le Parti de gauche ne faisait alors par encore partie de la coalition.

Le 7 décembre 2008, les directions des trois partis parviennent finalement à un accord visant à former un gouvernement de coalition dans le cas d'une victoire électorale en 2010, le Parti de gauche ayant revu ses positions en matière économique compte tenu de la crise qui s'est abattue sur la Suède en automne. Cinq nouveaux groupes de travail sur les thèmes de « l'emploi et l'économie », « le climat et l'environnement », « le bien-être et la justice », « les défis de la ville » et « un monde juste et durable », ont été formés et présenteront les fruits de leurs travaux peu avant le scrutin. Un comité de liaison entre les trois organisations a également été mis en place. Le nom officiel de ce rassemblement est annoncé le 9 décembre par Peter Eriksson, qui le décrit comme étant fondé sur les couleurs traditionnellement arborées par les trois partis, couleurs également en rapport avec leurs orientations idéologiques respectives : le rouge pour les sociaux-démocrates et le Parti de gauche, dont les racines sont socialistes, le vert pour le MP, couleur traditionnelle du mouvement écologiste.
L'adoption de cette stratégie constitue un progrès important pour les sociaux-démocrates, et en particulier pour leur direction, qui a toujours été très sceptique quant à l'idée d'une coopération trop étroite avec le Parti de gauche, qui a succédé au défunt Parti communiste en 1990. Le gouvernement minoritaire social-démocrate dirigé par Göran Persson avant l'élection de 2006 avait d'ailleurs de bien meilleurs rapports avec les verts qu'avec le Parti de gauche. Autre avancée importante, en cas de victoire un gouvernement majoritaire incluant des représentants des trois partis serait formé, avec pour la première fois dans toute l'histoire du pays des ministres issus du Parti de gauche et des verts. Lors des précédentes majorités de gauche les sociaux-démocrates ont toujours gouverné seuls, les deux autres partis se contentant de leur apporter leur soutien au Parlement.
Note : la Suède connaît une très forte bipolarisation de ses forces politiques sur la base du clivage droite-gauche. Les majorités parlementaires autrefois détenues par les trois partis de gauche portaient le nom officieux de « coalition rouges-verts », mais c'est la première fois qu'une véritable alliance est formée.